# 福田光男
福田 光男（ふくだ みつお、1967年6月30日 - ）は、NHKのチーフアナウンサー。

## 人物
広島県立呉三津田高等学校を経て東京理科大学工学部卒業後、1992年入局。主に大相撲中継などのスポーツ中継で活躍してきた。

## 現在の担当番組
- 島根県・山陰地方のニュース
- コンテンツセンターアナウンスグループ統括
- ひるまえ直送便・島根（編集責任者）
- さんいんスペシャル（編集責任者）
- しまねっとNEWS610（編集責任者）
- しまねっと845（不定期）
- さんいんNEWS645（不定期）
- 松江放送局制作番組の編集責任者
- 緊急報道（松江放送局発）

## 過去の出演番組
松江放送局時代
- イブニングネットワークしまね（キャスター）

和歌山放送局時代
- 和歌山の中継・リポート

札幌放送局時代
- だいすき北海道（キャスター）
- ほくほくテレビ（リポーター）

東京アナウンス室時代
- 大相撲中継他スポーツ中継（空手、サッカー、馬術など）

北見放送局時代
- オホーツクきんよう広場（2007年6月 - 2008年3月）
- まるごとニュース北海道きたみ（ローテーション担当）
- ほっからんどオホーツク（編集責任）

ラジオセンター時代
- ディレクター業務
- 大相撲の明日を語ろう～再建への提言～（2010年7月25日。有江活子とともに司会を務める。ラジオセンター異動後最初の番組出演）
- ロンドンオリンピック（ラジオ放送ディレクター、現地報告）

高知放送局時代
- 高知県のニュース
- 放送部副部長（アナウンス統括）
- こうちいちばん（編集責任者）
- 高知局制作番組の編集責任者

広島放送局時代
- ひるまえ直送便（2018年4月 - 2019年3月）
- おはようひろしま（キャスター）（2018年4月 - 2019年3月）
- ひろしまニュース845（不定期）
- ニュースちゅうごく645（不定期）
- おはよう島根（2019年6月5日・応援要員）
- 島根県のニュース（2019年6月3日 - 6月4日・応援要員）

松江放送局時代（2度目）
- 島根県のニュース
- 放送部副部長（アナウンス統括）
- 松江放送局制作番組の編集責任者
- ひるまえ直送便・島根（編集責任者）
- さんいんスペシャル（編集責任者）
- しまねっとNEWS610（編集責任者）
- しまねっと845（不定期）
- おはよう島根（不定期）
- スポーツ中継（高校野球が中心）
- 緊急報道（松江放送局発）

日本語センター時代
・ラジオニュース（不定期）
広島放送局時代（2度目）
- 広島県・中国地方のニュース
  - お好み845
  - NHKニュースおはようちゅうごく（シフト勤務の土・日曜）
  - お好みサタデー
  - お好みサンデー
  - お好みホリデー
  - ニュースちゅうごく645（県域放送縮小時）

- 大雨関連特設ニュース（2023年7月8日：中国地方） - 広島放送局より中国地方の災害状況を伝えた
- お好みワイドひろしま - 岡崎太希の代理キャスター（2023年8月8日、2024年8月13日）
- 台風7号関連特設ニュース（2023年8月15日：全国放送） - 広島放送局より中国地方の災害状況を伝えた
- 台風7号関連特設ニュース（2023年8月15日：中国地方） - 広島放送局より中国地方の災害状況を伝えた
- 令和6年能登半島地震の災害報道対応による名古屋放送局（2024年1月）及び金沢放送局（同年3月）への応援派遣
  - 東海北陸のニュース・気象情報（20時台、2024年1月14日）
  - ニュースいしかわ845（2024年3月4日 - 5日）
  - おはよう石川（2024年3月7日）
  - 能登半島地震 ライフライン情報（2024年3月7日）
  - 石川県のニュース（2024年3月7日）

- 広島交響楽団 スペシャルコンサート（2024年1月20日：中国地方） - ナレーション
- 広島平和記念式典（ラジオ第1）進行（2024年8月6日）

松江放送局時代（3度目）
- 広島平和記念式典（ラジオ第1）進行（2025年8月6日）

## 同期
- 伊藤由紀子、大橋信之、小野文惠、緒方啓三、小笹俊一、加藤謙介、栗田勇人、里匠、三瓶宏志、鈴木理司、高井真理子、高鍬亮、田中秀喜、田淵雅俊、出山知樹、所浩英、鳥海貴樹、中尾晃一郎、中村豊、荷方賢治、野村優夫、藤本憲司、堀井洋一、真下貴、本沢一郎、八尋隆蔵、山本美希[注釈 7]。